# Universitas Tarumanagara
Universitas Tarumanagara – indonezyjska uczelnia prywatna z siedzibą w Dżakarcie. Została założona w 1959 roku.